# Magyar tudománytörténészek listája
Az alábbi lista a jelentősebb magyar tudománytörténészeket sorolja fel. (A technikatörténészek, ipartörténészek és építészettörténészek neveit ez a jegyzék nem tartalmazza.)
- Abafáy Gusztáv (matematikatörténet, művelődéstörténet)
- Abonyi Iván (fizikatörténet)
- Ács Tibor (matematikatörténet, hadtudomány-történet)
- Alföldi Flatt Károly (botanikatörténet)
- Allodiatoris Irma (zoológiatörténet, tudománytörténeti bibliográfiák)
- Andrássy Péter (botanikatörténet)
- Antall József (orvostörténet, történelemtudomány, művelődéstörténet, muzeológia. levéltártudomány)
- Balázs Dénes (földrajztudomány története, lexikonográfia)
- Balázs Lóránt (kémiatörténet)
- Balázs Lajos (csillagászattörténet)
- Bartha Lajos (csillagászattörténet)
- Batta István (fizikatörténet)
- Baumgartner Alajos (matematikatörténet, fizikatörténet)
- Beck Mihály (kémiatörténet)
- Benedek István (orvostörténet, művelődéstörténet, szépirodalom)
- Bendefy László (földtudományok története)
- Benkő Samu (matematikatörténet, művelődéstörténet)
- Bevilaqua-Borsodi Béla (művelődéstörténet, csillagászattörténet)
- Biró Gábor (fizikatörténet)
- Birtalan Győző (orvostörténet)
- Both Mária (biológiatörténet, földtudományok története, tudománytörténet oktatása)
- Bödök Zsigmond (magyar Nobel-díjasok, technikatörténet)
- Budaházy István (gyógyszerészettörténet)
- Czógler Alajos (fizikatörténet)
- Csaba György (csillagászattörténet)
- Csajkás Bódog (orvostörténet)
- Csapodi Csaba (egyetemtörténet, művelődéstörténet, korvina-kutatás)
- Csiky Gábor (földtudományok története)
- Csorba F. László (egyetemes tudománytörténet, tudománytörténet oktatása)
- Daday András (orvostörténet)
- Daday Jenő (zoológiatörténet)
- Dávid Lajos (matematikatörténet)
- Dezső Lóránt (csillagászattörténet)
- Deé Nagy Anikó (tudománytörténet, könyvtártörténet)
- Dobó Andor (matematikatörténet)
- Dobson Szabolcs (gyógyszerészettörténet)
- Dörnyei Sándor (orvostörténet, tudománytörténeti bibliográfiák)
- Endrei Walter (általános tudománytörténet, technikatörténet, művelődéstörténet)
- Ernyey József (gyógyszerészettörténet, botanikatörténet, orvostörténet)
- Farkas Gábor Farkas (csillagászattörténet, régi magyarországi nyomtatványok)
- Fehér Márta (fizikatörténet, tudományfilozófia)
- Ferenczy Viktor (fizikatörténet)
- Filep László (matematikatörténet)
- Fodor Ferenc (földrajztudomány története, kartográfiatörténet)
- Forrai Gábor (tudományfilozófia)
- Forrai Judit (orvostörténet)
- Füstöss László (fizikatörténet)
- Gábos Zoltán (fizikatörténet)
- Gajzágó Mária (fizikatörténet)
- Gazda István (fizikatörténet, művelődéstörténet, tudománytörténeti bibliográfiák)
- Géczy Barnabás (őslénytan története)
- Gombocz Endre (botanikatörténet, intézménytörténet)
- Grabarits István (gyógyszerészettörténet)
- Guman István (csillagászattörténet)
- Gurka Dezső (kémiatörténet, tudományfilozófia)
- Győry Tibor (orvostörténet)
- Hadobás Sándor (bányászattörténet, tudománytörténeti bibliográfiák)
- Hála József (földtudományok története)
- Halmai János (gyógyszerészettörténet)
- Hanák János (zoológia története)
- Hargittai István (fizikatörténet)
- Hárs János (matematikatörténet)
- Heinrich László (csillagászattörténet)
- Herczeg Árpád (orvostörténet)
- Heller Ágoston (fizikatörténet, csillagászattörténet)
- Hints Elek (orvostörténet)
- Holenda Barnabás (fizikatörténet)
- Hrenkó Pál (kartográfiatörténet)
- Hronszky Imre (kémiatörténet, tudományfilozófia)
- Hujter Mihály (matematikatörténet)
- Ilosvay Lajos (kémiatörténet)
- Inzelt György (kémiatörténet)
- Issekutz Béla (farmakológiatörténet)
- Izsák Samu (orvostörténet)
- Jáki Szaniszló (fizikatörténet, teológia)
- Jelitai József (matematikatörténet)
- Jakucs István (fizikatörténet)
- Jávorka Sándor (botanikatörténet)
- Kanitz Ágoston (botanikatörténet)
- Kampis György (biológiatörténet, tudományfilozófia)
- Kapronczay Károly (orvostörténet)
- Kapronczay Katalin (orvostörténet)
- Karasszon Dénes (orvostörténet)
- Kádár Zoltán (zoológia története, klasszika-filológia)
- Kántor Sándorné (matematikatörténet)
- Károlyi Zsigmond (egyetemtörténet, technikatörténet, bibliográfiák)
- Kárteszi Ferenc (matematikatörténet)
- Kecskeméti Tibor (földtudományok története)
- Kelényi B. Ottó (csillagászattörténet)
- Kempler Kurt (gyógyszerészettörténet)
- Keszthelyi Sándor (csillagászattörténet, tudománytörténeti bibliográfiák)
- Király Árpád (fizikatörténet, technikatörténet)
- Kis Domokos Dániel (fizikatörténet, turisztika története)
- Kiss Csongor (lexikonok, biográfiák, bibliográfiák)
- Kiss Elemér (matematikatörténet)
- Kiss László (orvostörténet)
- Klinghammer István (kartográfiatörténet)
- Koch Sándor (ásványtan története)
- Koncz József (tudománytörténet, művelődéstörténet, iskolatörténet)
- Kordos László (földtudományok története)
- Korsós Zoltán (biológiatörténet)
- Kovács László (fizikatörténet)
- Krizsán László (földrajztudomány története)
- Kubassek János (földrajztudomány története)
- Kunfalvi Rezső (fizikatörténet)
- Kutrovátz Gábor (tudományfilozófia)
- Lambrecht Kálmán (biológiatörténet, általános tudománytörténet)
- Lambrecht Miklós (orvostörténet)
- Láng Benedek (tudományfilozófia)
- Linzbauer Ferenc Xavér (orvostörténet)
- Loczka Alajos (kémiatörténet)
- Lósy Schmidt Ede (technikatörténet, művelődéstörténet, bibliográfiák)
- Magyar László András (orvostörténet, művelődéstörténet)
- Magyary-Kossa Gyula (orvostörténet, tudománytörténeti bibliográfiák)
- Mahler Ede (csillagászattörténet)
- Makkai László (általános tudománytörténet, technikatörténet, művelődéstörténet)
- Margitai Tihamér (tudományfilozófia)
- Marian Viktor (matematikatörténet, fizikatörténet)
- Marik Miklós (csillagászattörténet)
- Marx György (fizikatörténet)
- Mayer Farkas (fizikatörténet)
- Mayer Gyula (matematikatörténet)
- Mészáros Ernő (meteorológiatörténet)
- Mikola Sándor (fizikatörténet)
- Móra László (kémiatörténet)
- Nagy Dénes (matematikatörténet, tudománytörténet, technikatörténet)
- Nagy Ferenc (lexikonok, tudóséletrajzok, magyar Nobel-díjasok)
- Nemerkényi Antal (földrajztudomány története)
- Nemes Csaba (orvostörténet)
- Oláh Anna (matematikatörténet)
- Oláh-Gál Róbert (matematikatörténet)
- Oláhné Erdélyi Mária (matematikatörténet)
- Orient Gyula (gyógyszerészettörténet, kémiatörténet)
- Paczolay Gyula (kémiatörténet, tudományelmélet, nyelvtörténet)
- Palló Gábor (tudományfilozófia. kémiatörténet)
- Pápay Gyula (kartográfiatörténet)
- Papp Gábor (ásványtan története)
- Papp-Váry Árpád (kartográfiatörténet)
- Pataki Jenő (orvostörténet)
- Perjámosi Sándor (orvostörténet, tudománytörténeti bibliográfiák)
- Péter H. Mária (gyógyszerészettörténet)
- Péter Mihály (orvostörténet, gyógyszerészettörténet)
- Pinzger Ferenc (csillagászattörténet)
- Plihál Katalin (kartográfiatörténet)
- Plósz Katalin (fizikatörténet)
- Ponori Thewrewk Aurél (csillagászattörténet)
- Prékopa András (matematikatörténet)
- Priszter Szaniszló (botanikatörténet)
- Próder István (kémiatörténet)
- Proszt János (kémiatörténet)
- Radnai Gyula (fizikatörténet)
- Rapaics Raymund (biológiatörténet)
- Raum Frigyes (kartográfiatörténet)
- Rezsabek Nándor (csillagászattörténet)
- Réthly Antal (meteorológiatörténet)
- Réthy Mór (matematikatörténet)
- Ropolyi László (tudományfilozófia)
- Sain Márton (matematikatörténet)
- Sárközy Pál (1884–1957) (matematikatörténet)
- Sarlóska Ernő (matematikatörténet)
- Schmidt Ferenc (matematikatörténet)
- Schultheisz Emil (orvostörténet)
- Simonyi Károly (fizikatörténet)
- Sipka László (általános tudománytörténet, technikatörténet)
- Soó Rezső (botanikatörténet)
- Spielmann József (orvostörténet)
- Sragner Márta (csillagászattörténet, tudománytörténeti bibliográfiák)
- Stegena Lajos (kartográfiatörténet)
- Szabadváry Ferenc (kémiatörténet, technikatörténet)
- Szabó Árpád (matematikatörténet, csillagászattörténet, klasszika-filológia)
- Szabó Péter (1867–1914) (matematikatörténet)
- Szabó Péter Gábor (1974–)(matematikatörténet)
- Szabó T. Attila (botanikatörténet)
- Szállási Árpád (orvostörténet)
- Szántai Lajos (kartográfiatörténet)
- Szarvasházi Judit (gyógyszerészettörténet)
- Szathmáry László (kémiatörténet)
- Szegedi Péter (1951–)(fizikatörténet, tudományfilozófia)
- Székely László (csillagászattörténet, fizikatörténet, tudományfilozófia)
- Szénássy Barna (matematikatörténet)
- Szenkovits Ferenc (csillagászattörténet)
- Szilády Zoltán (zoológiatörténet)
- Szily Kálmán, id. (fizikatörténet, matematikatörténet, nyelvtörténet)
- Szmodits László (gyógyszerészettörténet)
- Szőkefalvy-Nagy Zoltán (kémiatörténet)
- Takáts László (orvostörténet)
- Tanács János (matematikatörténet, tudományfilozófia)
- Tardy János (kartográfiatörténet)
- Tardy Lajos (1914–1990) (orvostörténet, művelődéstörténet)
- Tass Antal (1876–1937) (csillagászattörténet)
- Toró Tibor (1931–2010) (fizikatörténet)
- Tóth Béla (fizikatörténet, matematikatörténet, művelődéstörténet, klasszika-filológia)
- Tóth Imre (1921–2010) (matematikatörténet)
- T. Tóth Sándor (1913–2007)(matematikatörténet)
- Tömpe Péter (kémiatörténet)
- Vámos Éva (1950–2015) (kémiatörténet, technikatörténet, muzeológia)
- Vargha Domokosné (csillagászattörténet)
- Vargha Magdolna (fizikatörténet)
- Végh Ferenc (egyetemtörténet, technikatörténet, bibliográfiák)
- Vekerdi László (1924–2009) (matematikatörténet, orvostörténet, művelődéstörténet, tudományfilozófia)
- Waczulik Margit (művelődéstörténet, tudománytörténet, történelemtudomány)
- Weiszburg Tamás (földtudományok története)
- Weszely Tibor (1936–2019) (matematikatörténet)
- Zách Alfréd (meteorológia-történet)
- Zalai Károly (gyógyszerészettörténet)
- Zboray Bertalan (gyógyszerészettörténet)
- Zemplén Gábor (fizikatörténet, tudományfilozófia)
- Zemplén Jolán, M. (fizikatörténet)
- Zétényi Endre (csillagászattörténet)
- Zsoldos Endre (csillagászattörténet)